# 尼河
尼河（法語：Nie，法語發音：[ni]）是法国新阿基坦大区滨海夏朗德省的河流，是布托訥河的左支流，长26千米。